# Grey Owl
Grey Owl, właśc. Archibald Stansfeld Belaney, pol. Szara Sowa, odżibwe: Wa-Sha-Quon-Asin (ur. 18 września 1888 w Hastings, zm. 13 kwietnia 1938 w Prince Albert) – kanadyjski traper i pisarz pochodzenia angielskiego, autor tłumaczonych na inne języki książek o przyrodzie i zwierzętach.

## Życiorys
W 1906 roku przyjechał z Wielkiej Brytanii do Kanady, z zamiarem studiowania rolnictwa. Po krótkim pobycie w Toronto, przyjechał do Temagami, miasteczka w prowincji Ontario, gdzie przybrał fałszywą tożsamość Indianina o imieniu Wa-Sha-Quon-Asin (Szara Sowa). Twierdził niezgodnie z prawdą, że był synem Szkota i matki z plemienia Apaczów.

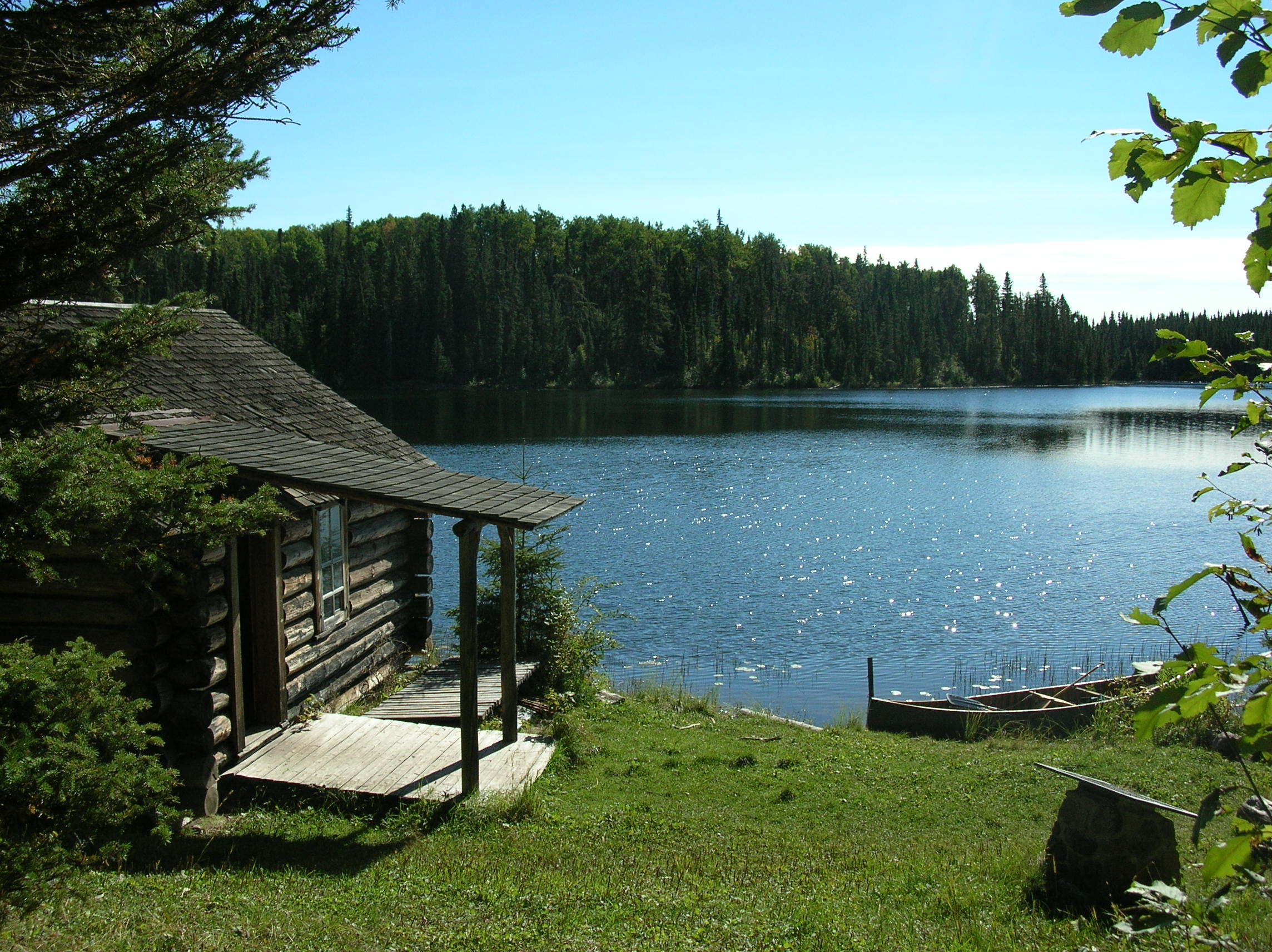
Chata Greya Owla przy jeziorze Ajawaan (Park Narodowy Księcia Alberta, Kanada)

W czasie I wojny światowej służył jako strzelec wyborowy we Francji. W 1925 roku ożenił się z Odżibwejką Anahareo (właśc. Gertrude Bernard; 1906–1986), zwaną Pony. Mieli córkę, Shirley Dawn Belaney (1932–1984). W ciągu życia był także w innych związkach, w tym w bigamicznym małżeństwie.
W latach 1935–1937 wyjechał do Anglii, by promować swoje książki. Kiedy pojawił się w Hastings, rozpoznała go jego ciotka i ujawniła prawdę o jego prawdziwym pochodzeniu.
Nadużywał alkoholu. Zmarł na zapalenie płuc. Pochowany na terenie Parku Narodowego Księcia Alberta (North Battleford Census Division, Saskatchewan, Kanada); obok jego grobu znajdują się także mogiły żony i córki.

## Upamiętnienie
Chata w Riding Mountain National Park, w której mieszkał przez sześć miesięcy w 1931 roku, została odnowiona w czerwcu 2019 roku i jest zabytkiem. Chata, którą zbudował w latach 30. XX wieku, wciąż stoi w Parku Narodowym Księcia Alberta i można do niej dotrzeć pieszo lub kajakiem.
W czerwcu 1997 w Wielkiej Brytanii odsłonięto tablicę pamiątkową na fasadzie domu, w którym się urodził (32 St. James Road, w Hastings, East Sussex). Pełnowymiarowa replika jego kanadyjskiej chaty nad jeziorem znajduje się w Hastings Museum w Summerfields. Wystawa pamiątek i tablica pamiątkowa znajdują się w domu przy 36 St Mary’s Terrace, gdzie mieszkał z babcią i ciotkami.

## Twórczość

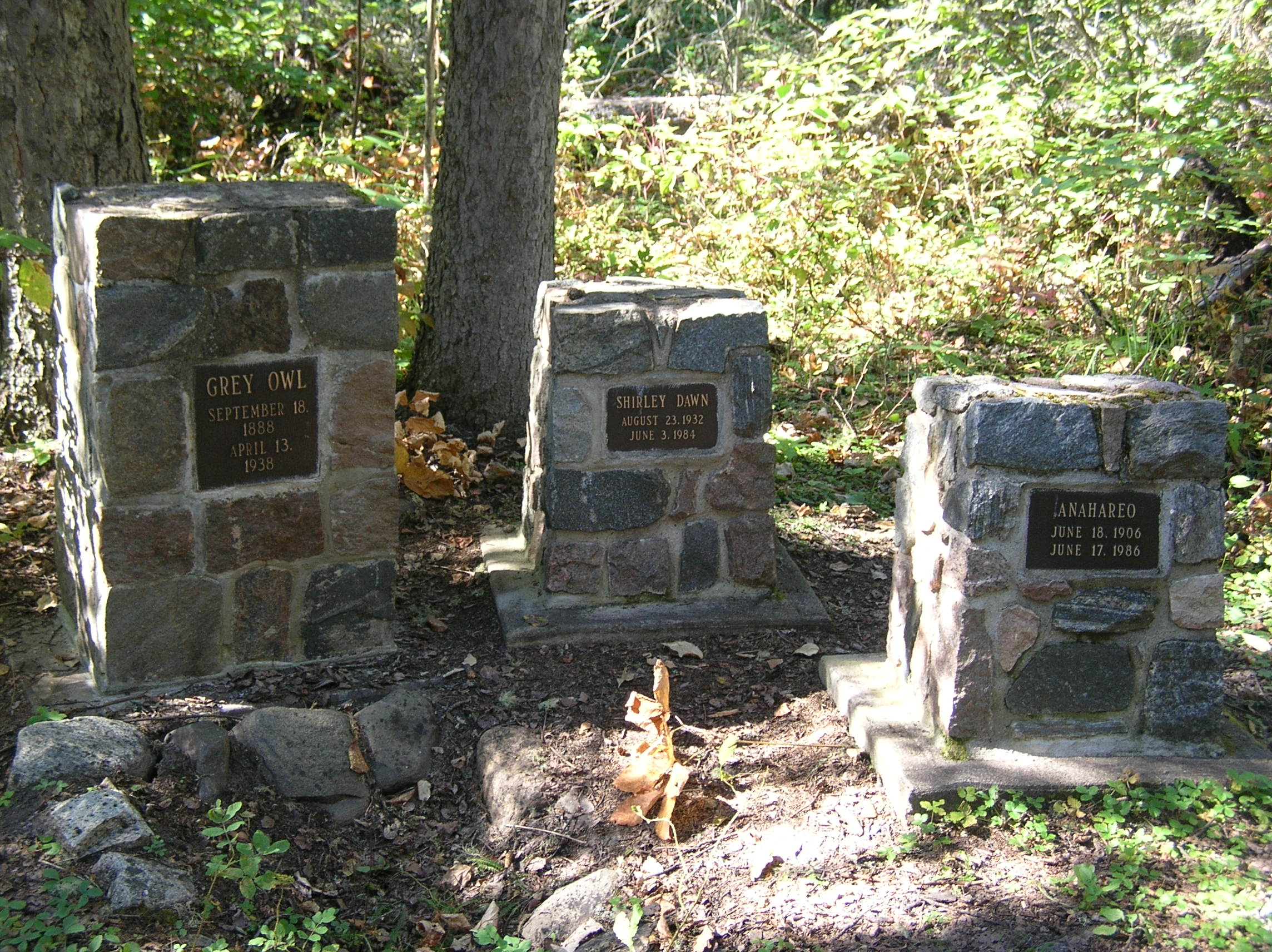
Groby Greya Owla, Anahareo i ich córki Shirley (Park Narodowy Księcia Alberta)

- Ludzie z ostatniej granicy (ang. The Men of the Last Frontier, wyd. Charles Scribner’s Sons, New York, 1932; pol.: Wydawnictwo J. Przeworskiego, Warszawa, 1939, wł. 1938; Wydawnictwo J. Przeworskiego, Warszawa 1939; Wielkopolska Księgarnia Wydawnicza, Poznań, 1949)
- Pielgrzymi puszczy (ang. Pilgrims of the Wild, wyd. Lovat Dickson & Thompson Limited, London, 1934; pol.: Wydawnictwo J. Przeworskiego, Warszawa, 1937, słowem wstępnym poprzedził Arkady Fiedler; Wydawnictwo J. Przeworskiego, Warszawa, 1938; Wydawnictwo F. Pieczątkowski i Ska, Kraków-Warszawa, 1946; Państwowe Wydawnictwo Literatury Dziecięcej „Nasza Księgarnia”, Warszawa, 1959; Instytut Wydawniczy „Nasza Księgarnia”, 1963, 1968, 1972, 1975)
- Sejdżio i jej bobry (ang. The Adventures of Sajo and her Beaver People, Lovat Dickson & Thompson Limited, London, 1935; pol. Wydawnictwo J. Przeworskiego, Warszawa, 1938, 1939; Biblioteczka Szkolna „Głosu Robotniczego”, Łódź, 1946; Wydawnictwo F. Pieczątkowski i Ska, Kraków-Warszawa, 1946; Państwowe Wydawnictwo Literatury Dziecięcej „Nasza Księgarnia”, Warszawa, 1957; Instytut Wydawniczy „Nasza Księgarnia”, 1984, 1989; Wydawnictwo Cypniew, Łódź, 1997; jako Przygody Sajo i małych bobrów: Polityka-Spółdzielnia Pracy, Warszawa, 2008, ilustr. Anita Głowińska, seria: Cała Polska Czyta Dzieciom, tom 12)
- Historia opuszczonego szałasu (ang. Tales of an Empty Cabin, Lovat Dickson & Thompson Limited, London, 1936; pol. Towarzystwo Wydawnicze „Rój”, Warszawa, 1939, wł. 1938; Wydawnictwo „Dobra Książka”, Wrocław-Katowice, 1948; Wydawnictwo „Książka i Wiedza”, Warszawa, 1949; Krajowa Agencja Wydawnicza, Gdańsk, 1986)

Jeden z rozdziałów Tales of an Empty Cabin był opublikowany oddzielnie w języku angielskim jako mniejsza książka:
- The Tree, Lovat Dickson & Thompson Limited, London 1937

W Polsce książki Greya Owla tłumaczył Wiktor Grosz (Wiktor Medes; 1907–1956) pod pseudonimem Aleksander Dobrot.

## W popkulturze

### Film
W 1972 roku kanadyjski nadawca Canadian Broadcasting Corporation (CBC) wyprodukował film dokumentalny o Greyu Owlu (reż. Nancy Ryley, narrator: Lister Sinclair).
Historia Greya Owla posłużyła za kanwę filmu Szara Sowa (1999, reż. Richard Attenborough). W tytułowego bohatera wcielił się Pierce Brosnan, a jako Anahareo towarzyszyła mu Annie Galipeau.